# Маријана (Пенсилванија)
Маријана (енгл. Marianna) град је у америчкој савезној држави Пенсилванија.

## Демографија
По попису из 2010. године број становника је 494, што је 132 (-21,1%) становника мање него 2000. године.
| Група             | 2000.       | 2010.       |
| Белци             | 558 (89,1%) | 452 (91,5%) |
| Афроамериканци    | 55 (8,8%)   | 18 (3,6%)   |
| Азијати           | 0 (0,0%)    | 0 (0,0%)    |
| Хиспаноамериканци | 0 (0,0%)    | 2 (0,4%)    |
| Укупно            | 626         | 494         |